# First Aid Kit (альбом)
First Aid Kit (с англ. — «Аптечка первой помощи») — второй студийный альбом финской постхардкор группы Disco Ensemble, вышедший в январе 2005 года. В 2006 году альбом был переиздан для продажи альбома за пределами Финляндии. Для этого было перезаписано 4 песни, и появились дополнительные песня — «Ghost». Японская версия альбома включает в себя 5 дополнительных песен.
Песня «This Is My Head Exploding» («Это взрывается моя голова») использовалась как одна из основных тем в игре «NHL 08».

## Список композиций
1. «This Is My Head Exploding»
2. «We Might Fall Apart»
3. «Drop Dead, Casanova»
4. «Human Cannonball»
5. «Eyes of a Ghost»
6. «Black Euro»
7. «First Aid Kit»
8. «Fresh New Blood»
9. «See If I Care»
10. «So Long, Sisters»
11. «You Are the Dawn»
12. «Sleep on the Wheel»

## Над альбомом работали
- Микко Хаккила — барабаны
- Миика Койвисто — вокал, клавишные
- Лассе Линдфорс — бас-гитара
- Юсси Юликовский — гитара